# 加藤隆 (アニメーター)
加藤 隆（かとう りゅう）は、日本の映像作家、アニメーション作家。イラストレーター。絵画、ドローイングの技法を活かしたアニメーション作品を制作し、主に短編アニメーション、MV、TV番組オープニングを制作している。
2004年多摩美術大学グラフィックデザイン科卒業、2007年東京藝術大学大学院デザイン科修了。

## 作品一覧[1]
- 2010年 NHK 星新一ショートショート「午後の恐竜」
- 2010年 People In The Box「旧市街」MV
- 2011年 浜田省吾 ON THE ROAD 2011 "The Last Weekend"「Rising Sun ―風の勲章」アニメーション
- 2011年 People In The Box 「ニムロッド」MV
- 2012年 People In The Box「ダンス、ダンス、ダンス」MV
- 2013年 NHKBS「80年後のKENJI」～宮澤賢治21世紀童話集～「よだかの星」
- 2013年 People In The Box「気球」MV
- 2015年 Mr.Children Stadium Tour 2015 未完 「ニシエヒガシエ」ライブ用映像
- 2016年 報道ステーション　オープニング
- 2016年 槇原敬之「理由」MV
- 2017年 報道ステーション四季バージョン オープニング
- 2017年 サンデーステーション オープニング
- 2017年 米津玄師「LOVE」ライブ用映像
- 2017年 米津玄師「ゆめくいしょうじょ」MV
- 2018年 ゆずBIG YELLツアー　オープニング映像
- 2019年 みんなのうた「パプリカ 米津玄師バージョン」
- 2019年 米津玄師「パプリカ」MV
- 2020年 緑黄色社会「夏を生きる」MV
- 2021年 NHK名曲アルバム ヴィヴァルディ四季より「冬」アニメーション
- 2021年 ヨルシカ「月に吠える」MV
- 2022年 みんなのうた 安全地帯「あなたがどこかで」
- 2024年 ヨルシカ「アポリア」MV